# Psomophis
Psomophis is een geslacht van slangen uit de familie toornslangachtigen (Colubridae) en de onderfamilie Dipsadinae.

## Naam en indeling
Er zijn drie verschillende soorten, de wetenschappelijke naam van de groep werd voor het eerst voorgesteld door Charles William Myers & John Everett Cadle in 1994. De slangen werden eerder aan andere geslachten toegekend, zoals Liophis en Rhadinaea.

## Verspreiding en habitat
Alle soorten komen voor in delen van Zuid-Amerika en leven in de landen Bolivia, Brazilië, Paraguay, Argentinië en Uruguay. De habitat bestaat uit zowel droge als vochtige tropische en subtropische savannen en graslanden.

## Beschermingsstatus
Door de internationale natuurbeschermingsorganisatie IUCN is aan alle soorten een beschermingsstatus toegewezen. De slangen worden beschouwd als 'veilig' (Least Concern of LC).

## Soorten
Het geslacht omvat de volgende soorten, met de auteur en het verspreidingsgebied.
| Naam                    | Auteur         | Verspreidingsgebied                     |
| ----------------------- | -------------- | --------------------------------------- |
| Psomophis genimaculatus | Boettger, 1885 | Bolivia, Brazilië, Paraguay, Argentinië |
| Psomophis joberti       | Sauvage, 1884  | Brazilië, mogelijk in Bolivia           |
| Psomophis obtusus       | Cope, 1864     | Brazilië, Paraguay, Argentinië, Uruguay |